# Bobby Julich

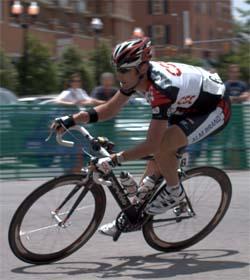
Bobby Julich, el 2005

Robert Bobby Julich (Corpus Christi, 19 de novembre de 1971) va ser un ciclista estatunidenc, que fou professional entre 1992 i 2008. La seva principal victòria fou la París-Niça de 2005.
Va fer-se un nom en el panorama internacional en acabar tercer del Tour de França de 1998, per darrere de Marco Pantani i Jan Ullrich, però a partir d'aquell moment no tornà a destacar fins al 2004, quan guanyà la medalla de bronze de la contrarellotge individual dels Jocs Olímpics d'Atenes, però que després se li concedí la de plata degut a la desqualificació de Tyler Hamilton. L'any següent aconseguí les seves victòries més importants, la París-Niça i el Tour del Benelux.
El 2008 va posar fi a la seva carrera professional.

## Palmarès
- 1988
  - 1r al Tour de l'Abitibi
- 1989
  - 1r al Tour de l'Abitibi
  - 1r al Trofeu Karlsberg
- 1994
  - Vencedor de 2 etapes a la Cascade Cycling Classic
- 1997
  - 1r a la Ruta del Sud i vencedor de 2 etapes
  - 1r al Tour de l'Ain i vencedor d'una etapa
- 1998
  - 1r al Critèrium Internacional
- 2004
  - 1r a la LuK Challenge (amb Jens Voigt)
  - Vencedor d'una etapa de la Volta a Euskadi
- 2005
  - 1r a la París-Niça
  - 1r al Critèrium Internacional i vencedor d'una etapa
  - 1r al Tour del Benelux i vencedor d'una etapa
  - 1r a la LuK Challenge (amb Jens Voigt)
  - 1r a la Profronde van Pijnacker
- 2006
  - Vencedor d'una etapa de la París-Niça

### Resultats al Tour de França
- 1997. 17è de la classificació general
- 1998. 3r de la classificació general
- 1999. Abandona (8a etapa)
- 2000. 48è de la classificació general
- 2001. 18è de la classificació general
- 2002. 37è de la classificació general
- 2004. 40è de la classificació general
- 2005. 17è de la classificació general
- 2006. Abandona per caiguda (7a etapa)

### Resultats al Giro d'Itàlia
- 2006. 92è de la classificació general

### Resultats a la Volta a Espanya
- 1996. 9è de la classificació general